# 9/11: Press for Truth
9/11: Press for truth je dokumentární film zabývající se útoky na Světové obchodní centrum 11. září 2001 z hlediska počátečního blokování vyšetřování vládou a celkové role médií. Režisérem je Ray Nowosielski. Film sleduje převážně osudy „Jersey Girls“, což jsou ženy, které ztratily ve WTC své blízké. Tyto ženy se rozhodly pátrat na vlastní pěst vstříc vládní neochotě započít oficiální vyšetřování těchto událostí, jejich tlak nakonec přispěl rozhodující měrou k ustanovení vyšetřovací komise Kongresu Spojených států. Ve svém pátraní se, ale setkaly s nepochopením vládních orgánů a médií. Při revizi vládní zprávy konstatovaly, že přes 70 % jejich stěžejních otázek nebylo vládou plně či vůbec zodpovězeno, přestože ta nejprve jejich dotazy přislíbila převzít jako osnovu pro směr vyšetřování.
Film je z části založen také na časové ose podle Paul Thompsona, který sestavil sled událostí z hlavních médií, který ve výsledku naprosto nekoresponduje s vládní verzí událostí ohledně 11. září. Tato časová osa vyšla knižně v nakladatelství HarperCollins v roce 2004. Online edice jeho výzkumu je stále aktualizována.
Press for truth přináší důkazy o možné spojitosti tajné pákistánské služby ISI s Al-Káidou a potažmo útoky v USA. Film také přináší informace ohledně faktu, že vláda USA mohla útokům předcházet – obdržela specifická varování 14 cizích států a rozvědek na jejichž základě byla zvýšena bezpečnostní opatření a to jen pro vedoucí vládní představitele v měsících těsně před útoky.
Snímek byl oficiálně v ČR uveden poprvé v lednu 2007 a to v předpremiéře pod pracovním titulem „9/11: Press for truth - 9/11 Pravda a Tisk“ spolu s krátkometrážním dokumentem, předfilmem „The Fourteen Minute Gap - 14 Minut Pauza“, který se zabývá nově deklasifikovanou dokumentací z atentátu na Johna F. Kennedyho.